# Arturo Ruas
Adrian Jaoude (nacido el 11 de octubre de 1981) es un luchador profesional, practicante de jiu-jitsu y exluchador amateur brasileño de origen libanés. Anteriormente, también ha luchado para Evolve. Antes de ingresar a la lucha libre profesional, fue un luchador amateur y representó a su país en los Juegos Panamericanos 2011 en Guadalajara, México.

## Carrera en lucha libre amateur y deportes de combate
Jaoude participó en la división masculina de 84 kg en lucha libre amateur en los Juegos Panamericanos 2011, terminando cuarto. Durante 17 años fue un campeón invicto de lucha libre profesional en Brasil. Además de jiu-jitsu, también tiene conocimientos de capoeira.

## Carrera en lucha libre profesional

### WWE

#### NXT (2015-2021)
Jaoude firmó con WWE en 2015. Se entrenó en el WWE Performance Center e hizo su debut en julio de 2016 durante un house show, en el que formó equipo con Niko Bogojevic contra Gzim Selmani y Sunny Dhinsa. En el episodio del 18 de julio de 2018 de NXT, Jaoude hizo su debut en NXT donde fue derrotado por Kassius Ohno. En el episodio del 13 de junio de 2019 de NXT, Jaoude, ahora bajo el nombre de ring de Arturo Ruas, fue derrotado por Matt Riddle.

#### Raw Underground (2020)
En el episodio del 10 de agosto de 2020 de Raw, Ruas hizo su debut en Raw en un segmento de Raw Underground, un club de lucha clandestino presentado por Shane McMahon, donde derrotó a Mikey Spandex por nocaut. Como parte del Draft 2020 en octubre, Ruas fue reclutado para la marca Raw. Luego fue trasladado de nuevo a la marca NXT.
El 25 de junio de 2021, se informó que fue liberado de su contrato con la WWE.

## Campeonatos y logros
- Pro Wrestling Illustrated
  - Situado en el puesto 483 de los 500 mejores luchadores individuales en el PWI 500 en 2019[7]